# Црвени лемур
Црвени лемур (лат. Eulemur rufus) је врста полумајмуна из породице лемура (Lemuridae). 

## Распрострањење
Ареал врсте је ограничен на једну државу – Мадагаскар.

## Станиште
Станиште врсте су суве листопадне шуме.

## Угроженост
Подаци о распрострањености ове врсте су недовољни.